# Hippodrome des Andelys
L'hippodrome des Andelys, également appelé "hippodrome René Tomasini" est un champ de courses situé sur la commune des Trois Lacs, commune déléguée de Tosny, proche de la commune andelysienne. Il est situé dans le département de l'Eure et en région Normandie.
L'hippodrome des Andelys est l'un des 17 hippodromes de la Fédération des Courses d'Île-de-France et de Haute Normandie.
C'est un hippodrome de 2e catégorie qui accueille des réunions de trot. L'entrée est de 5 €, gratuite pour les moins de 16 ans.

## Infrastructures
Avec sa piste en herbe corde à gauche de 1 000 mètres environ, l'hippodrome dispose également d'un hall de paris et d'une tribune permettant d'accueillir environ 200 personnes.
Un partenaire restaurateur propose un repas à prix abordable tandis que, par ailleurs, les visiteurs peuvent se satisfaire d'une restauration rapide offrant gaufres, crêpes et bonbons.

## Courses
L'hippodrome des Andelys permet de parier en PMH (Pari Mutuel Hippodrome) sur les courses se déroulant sur sa piste mais propose également des prises de paris nationaux grâce à son guichet PMU.

## Animations
L'hippodrome propose à chaque réunion de courses des animations notamment pour les plus petits. Ainsi, un espace réservé invite les enfants à s'amuser sur une structure gonflable ou sur les jeux d'extérieurs. Certains réunions de courses accueillent même un clown prêt à distraire les enfants avec ses tours et ses ballons.

## Galerie photos

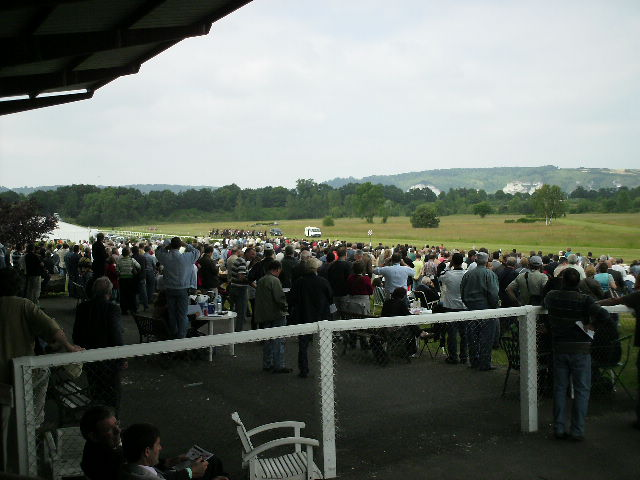
Tribune
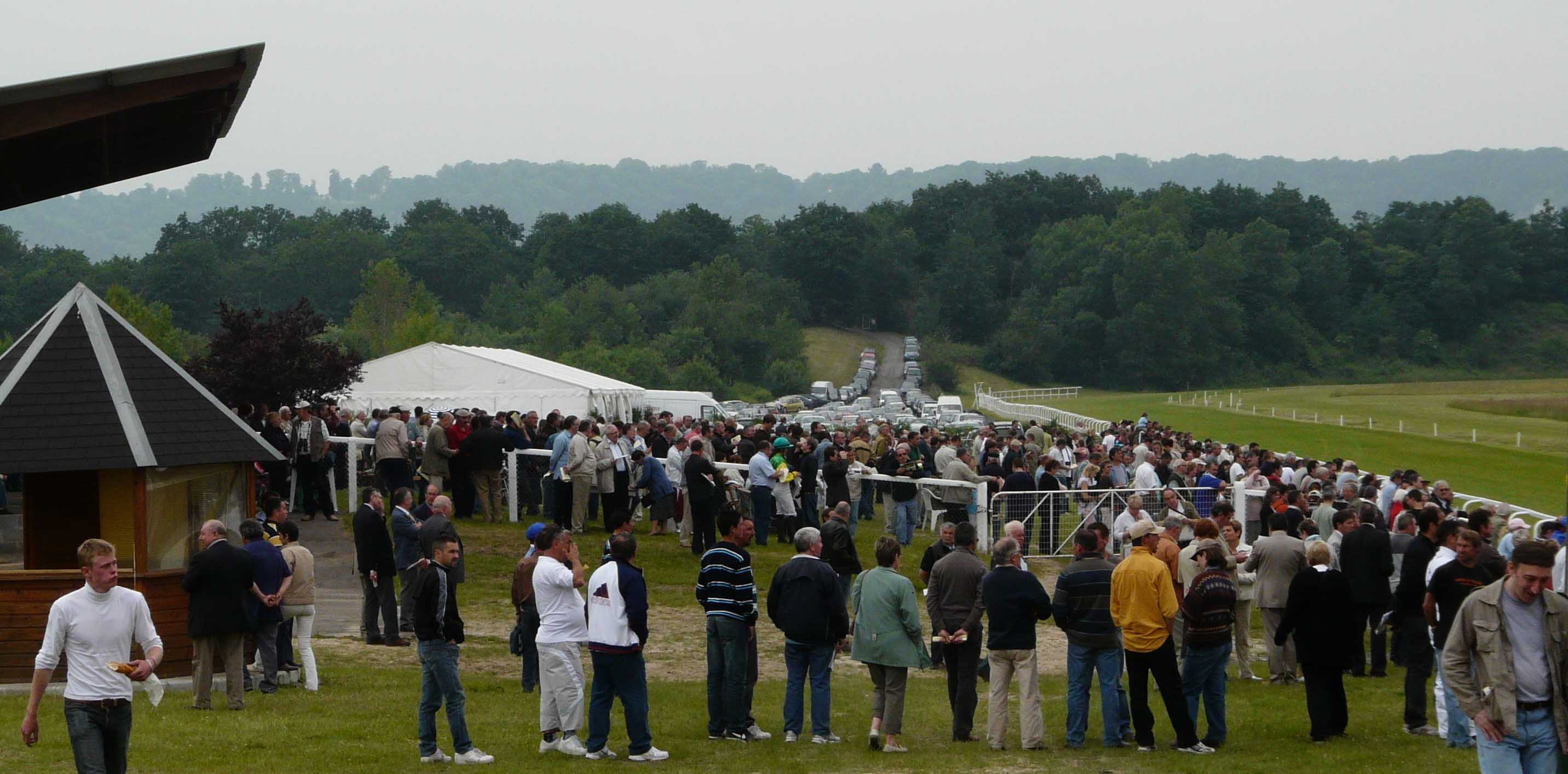
Public

## Réunions
L'hippodrome accueille 4 réunions de courses par an, d'avril à septembre :

### Calendrier 2017
- dimanche 16 avril - trot
- dimanche 18 juin - trot
- dimanche 16 juillet - trot
- dimanche 24 septembre - trot

### Calendrier 2009
- dimanche 1er avril - trot
- dimanche 14 juin - trot
- dimanche 19 juillet - trot
- dimanche 20 septembre - trot

## Accès à l'hippodrome
L'hippodrome se situe à Tosny, commune déléguée des Trois Lacs
- Accès en voiture : A13 sortie Louviers, direction Les Andelys
- Accès en train : gare de Gaillon - Aubevoye
- Accès en avion : aéroport Rouen Vallée de Seine